# Euryzygomatomys spinosus
Rat épineux suira, Rat épineux
Genre
Espèce
Statut de conservation UICN

 LC  : Préoccupation mineure
Euryzygomatomys spinosus est la seule espèce du genre monospécifique Euryzygomatomys, un genre de mammifères rongeurs de la famille des Echimyidae. En français l'espèce est appelée Rat épineux suira ou plus simplement Rat épineux.
Ce rat épineux est un petit mammifère terrestre que l'on rencontre en Argentine, au Brésil et au Paraguay, où il fréquente les herbages, la pampa ou la lisière des forêts.
Cette espèce a été décrite pour la première fois en 1814 par le naturaliste saxon Johann Fischer von Waldheim (1771-1853), et le genre en 1901 par Emílio Augusto Goeldi (1859-1917), un médecin suisse ayant fait carrière au Brésil. 